# Сандеція
«Сандеція» (пол. Sandecja Nowy Sącz) — польський професіональний футбольний клуб з міста Новий Сонч.

## Історія
Колишні назви:
- 1920: РКС (Робітничий клуб спортовий) (пол. RKS [Robotniczy Klub Sportowy])
- 1933: ККПВ (пол. KKPW [Kolejowy Klub Przysposobienia Wojskowego])
- 1945: КС ОМТУР (пол. KS [Klub Sportowy] OMTUR)
- 1947: КССО ЗЗК (пол. KSSO [Koło Sportowe Sądeckiego Oddziału] ZZK)
- 23.03.1957: ККС (пол. KKS [Kolejowy Klub Sportowy] Nowy Sącz)
- 1963: ККС (пол. KKS [Komunikacyjny Klub Sportowy])
- 27.06.1999: МКС Сандеція (пол. MKS [Miejski Klub Sportowy]).

У 1910 році з ініціативи ініціативи начальника польського гімнастичного товариства «Сокіл» Адама Беди був організований футбольний клуб. У 1920 отримав назву «РКС». Потім команда стартувала в окружній лізі А. У 1933 році клуб змінив свою назву на «ККПВ».
Після Другої світової війни у 1945 року клуб відновив діяльність із новою назвою «КС ОМТУР». У 1947 був перейменований спочатку на «КССО ЗЗК», а потім на «ККС». У 1986 році команда дебютувала у ІІ лізі, але не змогла утриматися в ній і після сезону спала до ІІІ ліги. У 1991 другий раз виступала у ІІ лізі, але знову невдало. У 1995 році понизилась до IV ліги, де провела два сезони, а потім повернулася до ІІІ ліги. 27 червня 1999 року клуб отримав сучасну назву «Сандеція».
У 2008 році в результаті реформи системи футбольних ліг команда залишилась у третій за рівнем лізі, яку стали називати ІІ ліга. Літом 2009 року зайняла 2 місце у східній групі ІІ ліги і здобула путівку до І ліги.
У сезоні 2022—2023 після 10-ти турів (4 нічиї та 6 поразок) посідає передостаннє, 17-те місце, випереджаючи тільки ряшівську «Ресовію», яка має матч у запасі.

## Титули та досягнення
- Чемпіонат Польщі (І ліга):
  - 3 місце (1): 2010
- Кубок Польщі:
  - 1/16 фіналу (1): 2001